# Kantlax
Kantlax är en by i Nykarleby stad i Österbotten i Finland och en av Munsalas fyra sjöbyar.
Byns namn är sammansatt av finskans kanta 'udde' och laksi 'vik'.